# Stonehill Skyhawks
Stonehill Skyhawks (español: halcónes del cielo del Colegio de Stonehill) es el nombre de los equipos deportivos del Stonehill College, situado en Easton, Massachusetts. Los equipos de los SkyHawks participan en las competiciones universitarias organizadas por la NCAA, y forman parte desde 2022 de la Northeast Conference, a excepción del equipo masculino de hockey sobre hielo, que es independiente, el femenino que pertenece a la New England Women's Hockey Alliance y el equipo de equitación femenina, que pertenece al National Collegiate Equestrian Association.

## Apodo y mascota
A fines de 2002, el Comité de Planificación Estratégica determinó que la mascota anterior de Stonehill College, el jefe (chieftain), era una falta de respeto hacia los nativos americanos y decidió que se cambiaría. El comité dictaminó que se nombraría una nueva mascota como la identidad atlética de la institución. Por ello, al año siguiente la facultad realizó foros abiertos en los que estudiantes y exalumnos, y se pidió a la facultad que presentara ideas para la nueva identidad, votara las sugerencias y evaluara la popularidad. Entre las opciones populares estaban: "Summit", "Skyhawks", "Saints", "Wolfpack", "Crusaders", "Mission", "Shovelmakers" y "Blizzard".
Durante el semestre de otoño del año académico 2005, Stonehill College cambió oficialmente el nombre de sus equipos atléticos a "Stonehill Skyhawks", con una nueva mascota conocida como 'Ace', un halcón morado antropomórfico con bufanda, gafas, chaqueta bomber y gorra de aviador. El nombre real 'Skyhawks' no es una referencia ni a un pájaro ni a un animal. Después de que la Congregación de Holy Cross comprara la propiedad de la escuela, el aeródromo se arrendó a la Marina durante la Segunda Guerra Mundial y a empresas privadas antes y después de la guerra hasta que se cerró en 1955 debido al aumento de la inscripción de estudiantes. La Marina usó el campo para ejercicios de entrenamiento y emplearía el avión Douglas A-4 Skyhawk entre 1954 y 1995.

## Programa deportivo
Los Skyhawks compiten en 9 deportes masculinos y en 14 femeninos:
| - Masculino - Cross - Baloncesto - Béisbol - Fútbol - Fútbol americano - Hockey sobre hielo - Atletismo (aire libre y pista cubierta) - Tenis | - Femenino - Cross - Baloncesto - Equitación - Softball - Lacrosse - Atletismo (aire libre y pista cubierta) - Tenis - Natación - Fútbol - Golf - Voleibol - Hockey sobre hierba - Hockey sobre hielo |

## Instalaciones deportivas
- Sally Blair Ames Sports Complex, renovado en 2015, es el lugar donde se puede practicar la mayoría de los deportes de Stonehill. Tiene un amplio programa deportivo intramuros que ofrece baloncesto, fútbol, hockey sobre patines y flag football.[2]

- W.B. Mason Stadium, es el estadio donde disputan sus encuentros el equipo de fútbol americano, hockey, lacrosse y atletismo. Tiene una capacidad para 2400 espectadores.[3] El campo de juego se llama Timothy J. Coughlin Memorial Field, en honor a un exalumno de Stonehill y capitán de fútbol de 1980 que murió cuando la Torre Norte del World Trade Center fue destruida el 11 de septiembre de 2001.[4][5]

- Merkert Gymnasium, es el pabellón donde disputan sus partidos los equipos de baloncesto y voleibol. Tiene una capacidad para 1560 espectadores.[6]